# Asterophrys turpicola

Verbreitungsgebiet von Asterophrys turpicola auf Neuguinea und Yapen (Situation im Jahr 2009)

Asterophrys turpicola ist ein Frosch aus der Familie der Engmaulfrösche (Microhylidae). Er gehört zu Unterfamilie der Papua-Engmaulfrösche (Asterophryinae).

## Beschreibung
Asterophrys turpicola gehört zu den größeren Engmaulfröschen, er erreicht eine Kopf-Rumpf-Länge von bis zu 65 Millimetern. Die Färbung ist braunoliv, mit schwarzen und dunkelbraunen Flecken und Schattierungen.
Der Kopf ist sehr breit. Der Frosch besitzt ein sehr großes Maul, das er sehr weit öffnen kann, um Feinde damit abzuschrecken. Dabei wird seine blaue Zunge sichtbar. Oberhalb der Augen entspringen dornartige Auswüchse. Kleinere Auswüchse befinden sich unterhalb des Mauls. Die gesamte Hautoberfläche ist mit kleineren und größeren Warzen bedeckt, so dass er an eine Kröte erinnert. Die Finger- und Zehenscheiben sind vergrößert.

## Verbreitung
Asterophrys turpicola kommt hauptsächlich auf Neuguinea vor, sowohl im indonesischen Teil der Insel, als auch im westlichen Teil von Papua-Neuguinea. Darüber hinaus wurde der Frosch auch auf der indonesischen Insel Yapen gefunden.
Asterophrys turpicola lebt im Flachland und an Berghängen bis in Höhen von 1000 Metern. Der Frosch bewohnt den Boden und lebt in der Streu und dem abgefallenen Laub der Regenwälder. Er wurde auch in weniger naturbelassenen Wäldern gefunden bis hin zu Plantagen und Gärten.

## Lebensweise
Asterophrys turpicola entwickelt sich wahrscheinlich wie alle Arten der Papua-Engmaulfrösche direkt im Ei, ohne das Kaulquappenstadium im Wasser. Die Eier werden zum Schutz möglicherweise in Erdhöhlen gelegt. Das Brutverhalten ist aber noch nicht genügend erforscht.

## Belege
- Stephen Richards, Rainer Günther (2004): Asterophrys turpicola. In: IUCN 2011. IUCN Red List of Threatened Species. Version 2011.2. Abgerufen am 13. Januar 2012.
- Asterophrys turpicola - New Guinea Bush Frog im Amphibiaweb